# 설 베일리

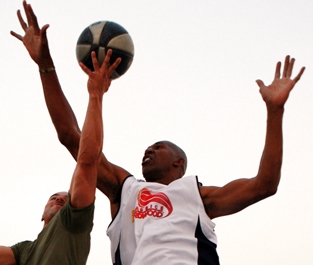

설 베일리(Thurl Bailey, 1961년 4월 7일 ~ )는 미국의 전직 농구 선수, 배우이다.
워싱턴 D.C.에서 태어났다.

## 영화
- 히버 홀리데이 (2007년)
- 싱글 워드 (2002년)
- 럭 오브 더 아이리시 (2001년)